# Соловки (аэропорт)

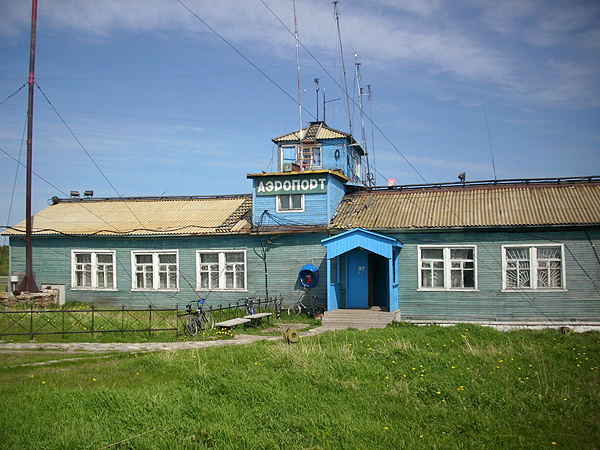
Аэропорт Соловки.

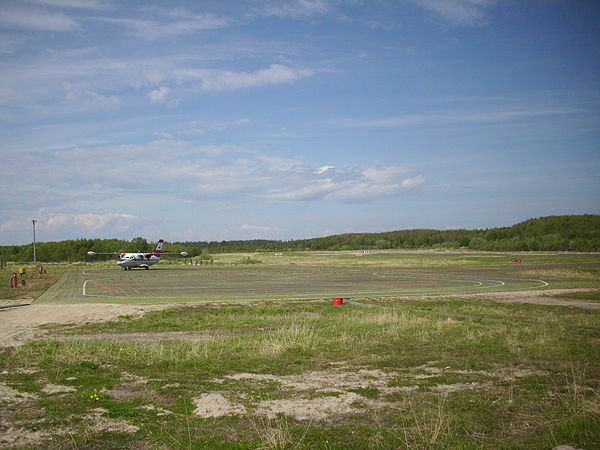
Лётное поле.

Аэропорт Соловки — аэропорт на Соловецких островах в районе посёлка Соловецкий Архангельской области. Аэропорт построен до Второй Мировой войны. В 1941—1945 годах использовался также в военных целях.
Регулярное воздушное сообщение по маршруту Архангельск—Соловки—Архангельск осуществляется Акционерным обществом «2-й Архангельский объединённый авиаотряд» из аэропорта Васьково города Архангельска на самолётах Let L-410 (17 мест) производства Чехии с частотой несколько раз в неделю. Время полёта — 50 минут.
В 2000-е годы регулярные авиарейсы между Архангельском и Соловками также выполнялись авиакомпанией «Аэрофлот–Норд» (с конца 2009 года — «Нордавиа», ныне — Smartavia) на самолётах Ан-24 (48 мест) из аэропорта магистральных воздушных линий Талаги города Архангельска с частотой, как правило, два раза в неделю и удобными стыковками в обоих направлениях с рейсами из Москвы и Санкт-Петербурга. Также в некоторые годы данной авиакомпанией в летнее время практиковалось выполнение регулярных рейсов по маршруту Соловки—Петрозаводск (аэропорт Бесовец)—Соловки, также на самолётах Ан-24 и с частотой два раза в неделю.
Аэропорт находится на Большом Соловецком острове. Принимает воздушные суда третьего и четвёртого классов (воздушные суда взлётной массой до 23 тонн например, Ан-2, Ан-3Т, Ан-24, Ан-26, Ан-28, Ан-38, Л-410, М-101Т и другие типы самолётов 3—4 классов, а также вертолёты всех типов. Возможен приём самолётов Як-40. Взлётно-посадочная полоса имеет покрытие из металлических плит, её длина после реконструкции, законченной в 2004 году, составляет 1500 метров.
В районе аэропорта Соловки довольно часто могут иметь место неблагоприятные метеоусловия, что может приводить к  задержкам и сбоям в регулярном воздушном сообщении.

## Показатели деятельности
| год             | 2014 | 2015 | 2016 | 2017 |
| тыс. пассажиров | 12,0 | 13,6 | 11,5 | 9,87 |
| Источники:      |      |      |      |      |